# Euthymios Tornikios
Euthymios Tornikes sau Tornikios (în greacă Εὐθύμιος Τορνίκης/Τορνίκιος; fl. 1181–1222) a fost un cleric, orator și scriitor bizantin.

## Biografie
Euthymios era fiul lui logothetes tou dromou Demetrios Tornikios și membru al familiei Tornikios, o familie de origine princiară armeană sau georgiană, care a intrat în slujba Bizanțului la mijlocul secolului al X-lea. Este menționat pentru prima dată ca diacon în 1181 și a murit în Despotatul Epirului cândva după 1222.
El este cel mai bine cunoscut pentru discursurile sale retorice: cele care s-au mai păstrat datează în principal din perioada 1200-1205, precum panegiricul său despre eșecul loviturii de stat a lui Ioan Comnen cel Gras sau monodiile cu privire la moartea tatălui său, precum și a prietenului și rudei sale apropiate, mitropolitul Euthymios Malakis de Neopatras. Potrivit lui Alexander Kazhdan⁠(d), „operele sale retorice sunt foarte convenționale”, doar monodia despre moartea tatălui său având un ton mai personal, „descriind atât caracteristicile familiei, cât și, cu tandrețe, moartea lui Demetrios”.